# Producción y contrabando de petróleo en el Estado Islámico
La producción y el contrabando de petróleo fueron la mayor fuente de ingresos para las finanzas de Estado Islámico en Siria e Irak hasta la pérdida total de su territorio en 2019. La mayor parte del petróleo extraído se distribuyó para su propio uso dentro del Estado Islámico, pero también se vendió a los Estados vecinos a precios inferiores a la media del mercado.El petróleo procudico por Estado Islámico se considera petróleo de conflicto, por lo que mantiene activas de las Naciones Unidas, junto a individios talibán y deAl-Qaeda.
Los productos derivados del petróleo como la gasolima o el mazout, eran la columna vertebral del consumo interno de energía de las zonas controladas por EI, siendo el mazout la fuente de energía preferida para los generadores de electricidad en pequeña escala.  No toda la producción de energía estaba basada en el petróleo ya que muchas de las infraestructuras de generación de energía previas al conflicto siguieron funcionando, tanto en territorio controlado por EI como en territorio controlado por el Gobierno sirio. 
La producción de petróleo en el Estado Islámico se fue ampliando a lo largo del tiempo y alcanzó su punto máximo en 2014 y posteriormente, debido a la guerra internacional contra Estado Islámico, perdió todo el control sobre el territorio en Siria e Irak.  

## Ingresos
Las estimaciones de los ingresos que EI obtuvo de sus operaciones petroleras varían según la fuente. En 2014, una estimación de los ingresos petroleros combinados de la producción iraquí-siria de EI los situaba en 3 millones de dólares por día.  En octubre de 2015 otra estimación situaba la producción entre 34.000 a 40.000 barriles por día, vendidos entre 20 y 45 dólares cada unolo que generaría unos ingresos de 1,5 millones de dólares diarios.  Otros informes de 2015 indicaron que EI obtenía entre 1,1 y 1,5 millones de dólares al día por la venta de petróleo y sus productos.    A finales de 2015, el aumento de los ataques aéreos contra la producción y distribución de petróleo comenzó a afectar las operaciones petroleras, y las estimaciones para marzo de 2016 calculaban unos ingresos mensuales de alrededor de 20 millones de dólares. 
La siguiente tabla muestra la cantidad y el precio de la producción de petróleo en diversos campos petroleros controlados por ISIS en diciembre de 2015. 

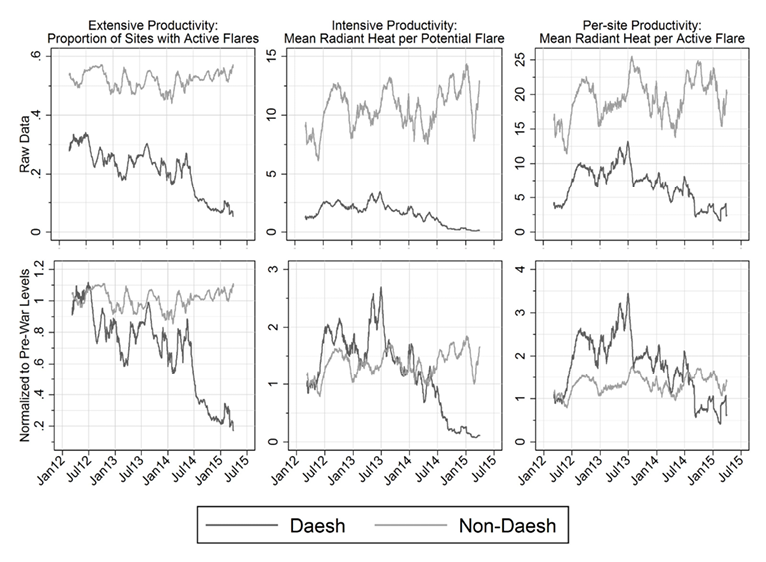
productividad bajo el control de EI entre 2012 y 2015

| Campos de petróleo | Tasa de producción (barriles por día) | Precio de cada barril |
| ------------------ | ------------------------------------- | --------------------- |
| al-Tanak           | 11.000-12.000                         | $40                   |
| al-Omar            | 6.000–9.000                           | $45                   |
| al-Jabseh          | 2.500–3.000                           | $30                   |
| al-Tabqa           | 1.500–1.800                           | $20                   |
| al-Kharata         | 1.000                                 | $30                   |
| al-Shoula          | 650–800                               | $30                   |
| Deiro              | 600-1000                              | $30                   |
| al-Taim            | 400–600                               | $40                   |
| al-Rashid          | 200–300                               | $25                   |

## Distribución local
EI se financiaba vendiendo sus productos a comerciantes generalmente independientes de Siria e Irak y a las zonas rebeldes del norte de Siria, así como gravando el petróleo en el sistema de distribución.  También controlaban refinerías locales dónde producían derivados del petróleo como la gasolina o mazout, aunque muchas de ellas eran hornos rudimentarios. Las zonas controladas por los rebeldes apoyadas por Estados Unidos dependían del petróleo del EI para su sustento.
Tenía controlaba varios mercados petroleros en ciudades y provincias iraquíes y sirias como los de Manbij, Al-Bab o Al-Qa'im. 

## Rutas de contrabando
El contrabando de petróleo a zonas fuera de Siria era rentable y se llevaba a cabo hacia países como Turquía, Jordania, Israel, Irak e Irán a través de rutas que contaban con redes de contrabando de petróleo desde al menos la década de 1990, cuando Saddam Hussein evadía las sanciones sacando el petróleo de Irak.  Un informe de The Guardian de 2014 sugirió que la corrupción y el soborno facilitaron el transporte de petróleo desde las zonas controladas por el EI a las zonas circundantes.  

oleoducto de Kirkuk-Ceyhan

El petróleo se transportaba en camiones a otros países, dónde se refinaba y se vendía embarcándolo en puertos como Ceyhan o Dortyol o transportándolo a través de uno de los muchos alimentadores del oleoducto de Kirkuk-Ceyhan. Una vez mezclado con otras partidas legítimas de crudo o derivados, como los provenientes de los campos kurdos, era muy difícil de distinguir. 
Otra forma de contrabando era el transporte de petróleo a través de la provincia de Al Anbar hacia Jordania. Sami Khalaf, un contrabandista de petróleo y antiguo oficial de inteligencia iraquí durante el Gobierno de Saddam Hussein, dijo que: "Compramos un petrolero que transporta entre 26 y 28 toneladas [de petróleo] por 4.200 dólares y lo vendemos en Jordania por 15.000 dólares. Un solo contrabandista puede traer alrededor de ocho camiones cisterna por semana." Además, añadió: "los contrabandistas normalmente pagaban a funcionarios fronterizos corruptos 650 dólares para pasar por cada puesto de control". 
Según un artículo de The Wall Street Jounal los ingresos del petróleo y el gas vendidos al Gobierno de Bashar al-Assad se convirtieron en los principales ingresos del EI, después de que el contrabando fuera redirigido hacia Siria en 2017. 

## Control de yacimientos

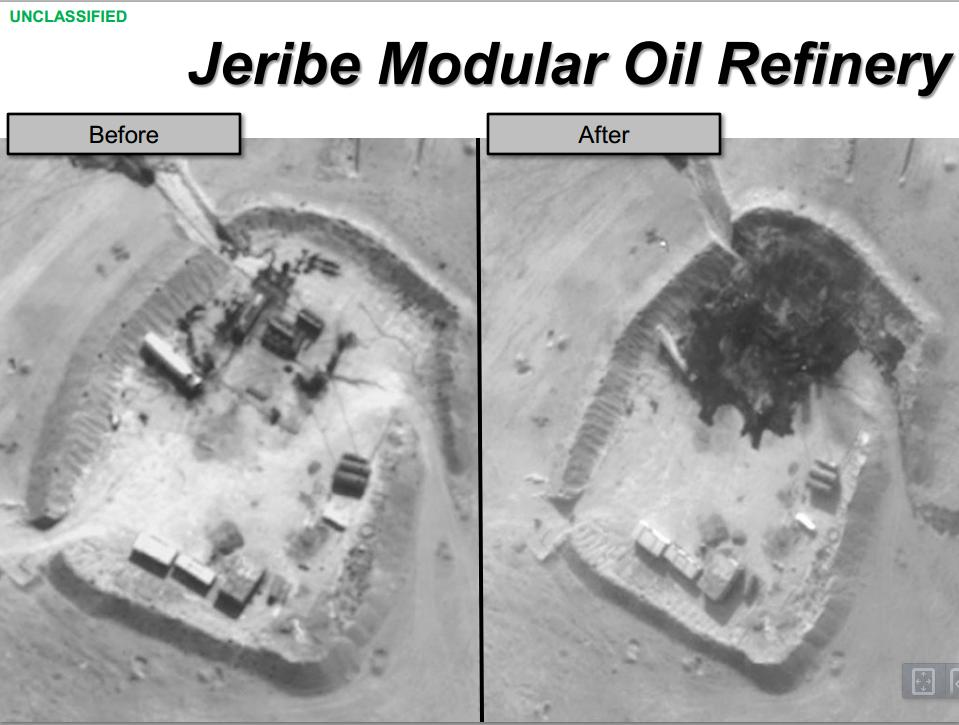
Ataque aéreo estadounidense contra la refinería de petróleo modular de Jeribe en septiembre de 2014

En 2013 Estado Islámico disminuyó su presencia en el norte de Siria y aumentó en el este, asegurando el control de yacimientos petrolíferos como los de la región de Deir Ezzor (como el de al-Omar o los campos de Deiro y al-Tanak), o los campos de al-Jabsah y al Tabqa.  La calidad del petróleo sin tratar determinaba el precio de cada barril, que oscilaba entre 25 y 45 dólares. 
Estado Islámico capturó los campos petroleros de Ajil y Allas en el norte de Irak durante la campaña de Mosul en 2014, así como el campo petrolero de Qayyarah, produciendo 8.000 barriles diarios de crudo pesado.  Ajil, en el norte de Tikrit, y Himiran eran importantes yacimientos petrolíferos controlados por ISIS en Irak.  La producción de petróleo estaba controlada por dirigentes como Abu Sayyaf , que hHasta su muerte en mayo de 2015 fue el "emir" o alto funcionario de la producción de petróleo, controlando la producción de más de 200 pozos. 
Mientras que Bloomberg Businessweek informó en el otoño de 2014 que los ataques aéreos estadounidenses habían reducido significativamente el negocio petrolero del EI,  el Financial Times informó en octubre de 2015 que solo 196 de 10.600 ataques aéreos por parte de las fuerzas de la coalición lideradas por Estados Unidos se llevaron a cabo contra infraestructuras petroleras y que el EI continuó con un negocio petrolero muy rentable que generaba alrededor de 1,5 millones de dólares al día.  A finales de 2015, un portavoz estadounidense admitió que se había sobreestimado enormemente la eficacia de ataques aéreos pasados contra objetivos relacionados con el petróleo, mientras que se había subestimado la importancia de la producción de petróleo como fuente de ingresos.
Cuando en mayo de 2015 las fuerzas estadounidenses llevaron a cabo una redada que mató a Abu Sayyaf, se obtuvieron registros detallados de las operaciones petroleras de EI, lo que llevó a un cambio de estrategia en cuanto a los ataques aéreos. Así, el 21 de octubre de 2015, Estados Unidos lanzó la operación Tidal Wave II (en referencia a la operación Tidal Wave de la Segunda Guerra Mundial) en un esfuerzo por reducir la capacidad de EI para financiarse a través de la producción de petróleo.  
Antes de los ataques aéreos selectivos, los camiones de contrabando a veces esperaban durante semanas en colas cerca de los campos petroleros para comprar crudo.  El Ministerio de Defensa ruso publicó imágenes de satélite que mostraban columnas de camiones esperando cerca de la frontera con Turquía, alegando que este último se lo estaba comprando al EI, algo que el líder turco había negado.  
Después de los primeros ataques aéreos rusos contra camiones de contrabando de petróleo, EI cambió su sistema para evitar la formación de largas colas, por lo que los rusos pasaron a destruir instalaciones petroleras y otros equipos de transporte de crudo, resultando en la destrucción de aproximadamente 209 instalaciones petroleras sirias controladas por el EI y más de 2.000 equipos de transporte de petróleo entre octubre de 2015 y marzo de 2016.  
A finales de septiembre de 2016 Estado Islámico perdió el control del petróleo iraquí después de que el Ejército iraquí recuperara Shargat y Qayyarah. 
Un informe de finales de diciembre de 2015 indicaba que EI empezó a tener problemas financieros debido a la reducción de ingresos petroleros, lo que se tradujo en una disminución de los salarios de los combatientes extranjeros y en un aumento de los precios de la electricidad y los combustibles, perjudicando a su vez la accesibilidad a la energía y al agua.  Empezaron a construir pequeñas refinerías, que consistían en un pozo para almacenar crudo y un horno metálico portátil para destilarlo y convertirlo en combustible, medida que fue insuficiente ya que, según Stratfor, los ingresos procedentes del petróleo disminuyeron a unos 20 millones de dólares al mes en marzo de 2016. 